# Liste der portugiesischen Botschafter in Spanien

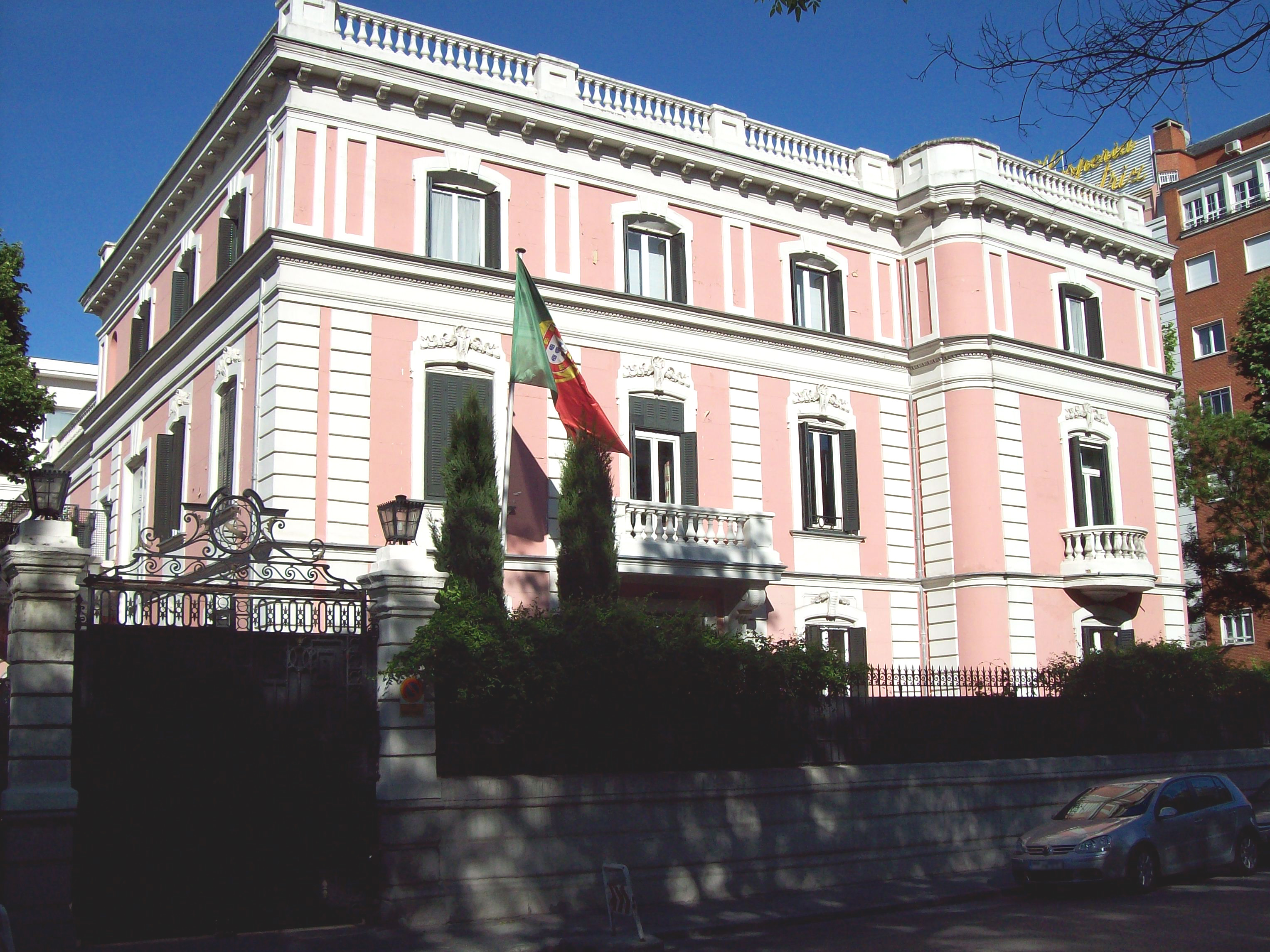
Die portugiesische Botschaft in Madrid

Die Liste der portugiesischen Botschafter in Spanien listet die Botschafter Portugals in Spanien auf. Die Nachbarstaaten unterhalten seit dem 12. Jahrhundert diplomatische Beziehungen. Seit 1669 besteht eine formelle diplomatische Vertretung Portugals in Spanien.
Als erster portugiesischer Botschafter war der Conde de Miranda von 1668 bis 1670 am spanischen Hof akkreditiert.
Die ständige Botschaft Portugals in der Hauptstadt Madrid residiert in der 1908 errichteten Stadtvilla in der Hausnummer 88 der Calle Lagasca.
Dort ist zudem ein Generalkonsulat Portugals eingerichtet, zwei weitere bestehen in Barcelona und Sevilla, und ein Vize-Konsulat in Vigo. Portugiesische Honorarkonsulate in Spanien bestehen zudem in A Coruña, Badajoz, Bilbao, Cáceres, Ourense, León, Málaga, Santa Cruz de Tenerife und in Ceuta, der historischen portugiesischen Besitzung und heutigen spanischen Exklave in Marokko.

## Missionschefs
| Name                                                                       | Bild                               | Amtszeit                               | Anmerkungen                                                                                                 |
| Portugal                                                                   | Portugal                           | Portugal                               | Portugal |
| -------------------------------------------------------------------------- | ---------------------------------- | -------------------------------------- | --- |
| Conde de Miranda                                                           |                                    | 13. Juni 1669 – 1670                   | Botschafter                                                                                                 |
| Marquês de Gouveia                                                         |                                    | 1670 – 2. Oktober 1673                 | Botschafter                                                                                                 |
| Duarte Ribeiro de Macedo                                                   |                                    | 1676 – 1679                            | Gesandter                                                                                                   |
| Diogo Gomes de Figueiredo                                                  |                                    | 1676                                   | Sonder-Gesandter                                                                                            |
| Mendo de Fóios Pereira                                                     |                                    | 1679 – 1686                            | Gesandter                                                                                                   |
| António de Freitas Branco                                                  |                                    | 1686–1688                              | |
| José de Faria                                                              |                                    | 1688 – 1699                            | Gesandter                                                                                                   |
| Manuel Jacques de Magalhães (Visconde da Fonte Arcada)                     |                                    | 1689                                   | Sonder-Gesandter in Besonderer Mission                                                                      |
| Pedro de Figueiredo de Alarcão                                             |                                    | 1690                                   | Sonder-Gesandter in Besonderer Mission                                                                      |
| Diogo de Mendonça Corte Real                                               |                                    | 1694 – 13. Dezember 1703               | Sonder-Gesandter                                                                                            |
| João de Almeida Portugal (Conde Assumar)                                   |                                    | 1705 – 22. Juli 1712                   | Sonder-Gesandter                                                                                            |
| D. Henrique Henriques                                                      |                                    | 1712                                   | |
| Pedro de Vasconcelos e Sousa                                               |                                    | 1716 – 5. Oktober 1718                 | Sonder-Botschafter                                                                                          |
| Manuel Sequeira                                                            |                                    | 1718 – 16. September 1719              | Beauftragter, am 20. Februar 1719 akkreditiert                                                              |
| Luís da Cunha                                                              |                                    | Mai 1719 – 4. September 1720           | Sonder-Botschafter                                                                                          |
| António Guedes Pereira                                                     |                                    | 1720 – 1727                            | Sonder-Gesandter                                                                                            |
| Joaquim Severino Gomes                                                     |                                    | Februar 1725 – März 1725               | Geschäftsträger                                                                                             |
| José da Cunha Brochado                                                     |                                    | 8. Juni 1725 – 29. Dezember 1725       | Ministro Plénipotenciário, am 8. Juni 1725 akkreditiert                                                     |
| Rodrigo Anes de Sá Almeida e Meneses (Marquês de Abrantes)                 |                                    | 19. März 1727 – 1729                   | Sonder-Botschafter, am 25. Dezember 1727 akkreditiert                                                       |
| Padre Manuel Ribeiro                                                       |                                    | 1729 – 1731                            | |
| Pedro Alvares Cabral                                                       |                                    | 1729 – 21. März 1735                   | Ministro Plenipotenciário                                                                                   |
| Conde de Tarouca                                                           |                                    | 1737 – ?                               | Botschafter                                                                                                 |
| Visconde de Vila Nova de Cerveira                                          |                                    | Oktober 1746 – Februar 1753            | Sonder-Botschafter                                                                                          |
| Rodrigo Xavier Teles de Castro e Silveira (Conde de Unhão)                 |                                    | Februar 1753 – 2. November 1757        | Sonder-Botschafter und Plenipotenciário                                                                     |
| António de Saldanha da Gama                                                |                                    | September 1757 – April 1760            | Sonder-Botschafter und Plenipotenciário                                                                     |
| José da Silva Pessanha                                                     |                                    | Februar 1760 – 1. Mai 1762             | Sonder-Botschafter und Plenipotenciário                                                                     |
| Aires de Sá e Melo                                                         |                                    | 29. November 1764 – 30. Januar 1775    | Botschafter, am 9. Dezember 1764 akkreditiert                                                               |
| João Crisóstomo Pereira Barbosa                                            |                                    | 22. Mai 1771 – 14. Juli 1772           | Geschäftsträger                                                                                             |
| Amador José da Costa Asso                                                  |                                    | 30. Juli 1772 – 8. Februar 1773        | Geschäftsträger                                                                                             |
| Francisco Inocêncio de Sousa Coutinho                                      |                                    | 6. März 1775 – 6. Februar 1780         | Sonder-Botschafter, am 10. März 1775 akkreditiert                                                           |
| António Lobo da Costa Gama                                                 |                                    | 14. Januar 1780 – 2. November 1782     | Geschäftsträger                                                                                             |
| Miguel Lúcio de Portugal e Castro                                          |                                    | 8. Juni 1780 – 16. Januar 1781         | Botschafter                                                                                                 |
| António Lobo da Costa Gama                                                 |                                    | 16. Januar 1781 – 2. November 1781     | Geschäftsträger                                                                                             |
| Henrique de Meneses (Marquês de Louriçal)                                  |                                    | 2. November 1781 – 29. Mai 1787        | Botschafter, am 3. November 1782 akkreditiert                                                               |
| José Fernandes da Silva                                                    |                                    | 29. Mai 1787 – 20. Oktober 1787        | Geschäftsträger                                                                                             |
| Diogo de Noronha                                                           |                                    | 20. Oktober 1787 – Februar 1789        | Botschafter, am 23. Oktober 1787 akkreditiert                                                               |
| Diogo de Carvalho Sampaio                                                  |                                    | Februar 1789 – Juni 1789               | Geschäftsträger                                                                                             |
| Diogo de Noronha                                                           |                                    | Juni 1789 – November 1789              | Botschafter                                                                                                 |
| Diogo de Carvalho Sampaio                                                  |                                    | November 1789 – Juli 1790              | Geschäftsträger                                                                                             |
| Diogo de Noronha                                                           |                                    | Juli 1790 – November 1791              | Botschafter                                                                                                 |
| Diogo de Carvalho Sampaio                                                  |                                    | November 1791 – Juli 1792              | Ministro Plenipotenciário oder Geschäftsträger                                                              |
| Diogo de Noronha                                                           |                                    | Juli 1792 – August 1793                | Botschafter                                                                                                 |
| Diogo de Carvalho Sampaio                                                  |                                    | August 1793 – Juli 1794                | vermutlich Ministro Plenipotenciário                                                                        |
| Diogo de Noronha                                                           |                                    | Juli 1794 – Oktober 1795               | Botschafter                                                                                                 |
| Diogo de Carvalho Sampaio                                                  |                                    | 20. Oktober 1795 – Juni 1796           | Ministro Plenipotenciário                                                                                   |
| Alexandre de Sousa Holstein                                                |                                    | 1796                                   | Botschafter                                                                                                 |
| Diogo de Carvalho Sampaio                                                  |                                    | Juli 1796 – 27. Februar 1801           | Sonder-Botschafter, am 25. Juli 1796 akkreditiert                                                           |
| José Manuel Pinto                                                          |                                    | 1798                                   | Offizieller                                                                                                 |
| Diogo de Noronha                                                           |                                    | 23. Juli 1798 – 11. November 1798      | Emissär, am 24. Juli 1798 akkreditiert                                                                      |
| José Maria de Sousa                                                        |                                    | 20. Februar 1801 – Februar 1801        | Plenipotenciário                                                                                            |
| Miguel Vieira de Abreu                                                     |                                    | April 1801 – August 1801               | Agent ohne Auftrag                                                                                          |
| Luís Pinto de Sousa Coutinho                                               |                                    | Juli 1801 – August 1801                | Ministro Plenipotenciário für die Unterzeichnung eines Friedensvertrages nach dem Frieden von Badajoz       |
| Cipriano Ribeiro Freire                                                    |                                    | 13. August 1801 – 5. April 1805        | Ministro Plenipotenciário                                                                                   |
| Conde de Ega                                                               |                                    | Mai 1805 – 1. November 1807            | Botschafter, am 10. Mai 1805 akkreditiert                                                                   |
| Pedro de Sousa Holstein                                                    |                                    | 14. Juli 1809 – 26. Mai 1812           | Sonder-Gesandter und Ministro Plenipotenciário bei der Junta Suprema Central, am 23. Juli 1809 akkreditiert |
| Joaquim Severino Gomes                                                     |                                    | 26. Juli 1812 – 27. Juli 1814          | Geschäftsträger, an den Cortes von Cádiz akkreditiert                                                       |
| José Luís de Sousa                                                         |                                    | 27. Juli 1814 – 1817                   | Sonder-Gesandter und Ministro Plenipotenciário, am 26. April 1820 erneut akkreditiert                       |
| Domingos António de Sousa Coutinho (Conde do Funchal)                      |                                    | 1817 – ?                               | |
| António Saldanha da Gama (Conde de Porto Santo)                            |                                    | 12. Juli 1820 – Februar 1825           | Sonder-Gesandter und Ministro Plenipotenciário                                                              |
| Joaquim Severino Gomes                                                     |                                    | 27. Juli 1821 – 18. Dezember 1821      | Geschäftsträger                                                                                             |
| Manuel de Castro Pereira,                                                  | 2. November 1821 – 2. Oktober 1822 | Geschäftsträger                        | |
| Joaquim Freire de Andrade Salazar de Eça                                   |                                    | 28. September 1822 – ?                 | Geschäftsträger, am 1. Oktober 1822 akkreditiert                                                            |
| Jacob Frederico Torlades Pereira de Azambuja                               |                                    | 1823?                                  | Geschäftsträger                                                                                             |
| António Saldanha da Gama (Conde de Porto Santo)                            |                                    | 2. Januar 1824 – Februar 1825          | Botschafter                                                                                                 |
| Manuel Inácio Martins Pamplona Corte Real (Conde de Subserra)              |                                    | April 1854 – Juli 1825                 | Botschafter (Embaixador Ordinário)                                                                          |
| Joaquim Severino Gomes                                                     |                                    | Juli 1825 – 15. August 1826            | Geschäftsträger                                                                                             |
| José Luís de Sousa Botelho Mourão e Vasconcelos (Conde de Vila Real)       |                                    | 8. September 1826 – 15. November 1829  | Sonder-Gesandter und Ministro Plenipotenciário                                                              |
| José Guilherme Lima                                                        |                                    | 9. November 1826 – 4. Juli 1828        | Geschäftsträger                                                                                             |
| Conde da Figueira                                                          |                                    | 27. Juni 1828 – 1834                   | Sonder-Gesandter und Ministro Plenipotenciário                                                              |
| Portugal                                                                   |                                    |                                        | |
| Visconde do Banho                                                          |                                    | 1830                                   | Geschäftsträger                                                                                             |
| José Guilherme Lima                                                        |                                    | 20. März 1830 – 31. Juli 1833          | Übergangs-Geschäftsträger                                                                                   |
| Visconde do Banho                                                          |                                    | 6. März 1834 – 19. Dezember 1834       | Übergangs-Geschäftsträger                                                                                   |
| José Guilherme Lima                                                        |                                    | 20. Dezember 1834 – 15. Mai 1837       | Übergangs-Geschäftsträger, am 31. Dezember 1834 akkreditiert                                                |
| Francisco de Almeida Portugal (Conde de Lavradio)                          |                                    | 1835                                   | Sonder-Gesandter und Ministro Plenipotenciário                                                              |
| Joaquim António Velez Barreiros (Barão da Luz)                             |                                    | 16. April 1837 – 7. November 1837      | Übergangs-Geschäftsträger, am 15. Mai 1837 akkreditiert                                                     |
| José Guilherme Lima                                                        |                                    | 8. November 1837 – 11. Juli 1845       | Ministro Plenipotenciário, am 10. November 1837 akkreditiert                                                |
| João Carlos de Saldanha Oliveira e Daun (Duque de Saldanha)                | 100px                              | 7. November 1840 – 4. Oktober 1841     | Ministro Plenipotenciário, am 19. November 1840 akkreditiert                                                |
| Conde de Rendufe                                                           |                                    | 27. März 1846 – 2. November 1846       | Ministro Plenipotenciário, am 27. März 1846 akkreditiert                                                    |
| António Bernardo da Costa Cabral (Conde de Tomar)                          |                                    | 1. Dezember 1846 – 12. August 1847     | Ministro Plenipotenciário, am 3. Dezember 1846 akkreditiert                                                 |
| José António Soares Leal                                                   |                                    | 13. August 1847 – 24. November 1847    | Übergangs-Geschäftsträger                                                                                   |
| Visconde de Balsemão                                                       |                                    | 26. November 1847 – 12. April 1848     | Übergangs-Geschäftsträger                                                                                   |
| Miguel Martins Dantas                                                      |                                    | 13. April 1848 – 7. November 1848      | Übergangs-Geschäftsträger                                                                                   |
| António Bernardo da Costa Cabral (Conde de Tomar)                          |                                    | 8. November 1848 – 4. Mai 1851         | Ministro Plenipotenciário, am 8. November 1848 akkreditiert                                                 |
| Luiz Victorino de Noronha                                                  |                                    | 27. Juli 1851 – 5. August 1852         | Ministro Plenipotenciário, am 29. Juli 1851 akkreditiert                                                    |
| José Ferreira Borges de Castro                                             |                                    | 6. August 1852 – 5. November 1853      | Übergangs-Geschäftsträger                                                                                   |
| Conde da Azinhaga                                                          |                                    | 6. November 1853 – 22. Oktober 1856    | Ministro Plenipotenciário, am 6. November 1853 akkreditiert                                                 |
| Luiz Augusto Pinto de Soveral (Marquês de Soveral)                         |                                    | 31. Januar 1857 – 13. Juli 1866        | Ministro Plenipotenciário, am 29. Februar 1857 akkreditiert                                                 |
| António José de Ávila (Conde D’Ávila)                                      |                                    | 26. September 1866 – 27. Dezember 1867 | Ministro Plenipotenciário, am 26. September 1866 akkreditiert                                               |
| Frederico Francisco de la Figaniére e Mourão                               |                                    | 27. Dezember 1867 – 10. März 1868      | Übergangs-Geschäftsträger                                                                                   |
| Visconde de Alte                                                           |                                    | 10. März 1868 – 16. November 1869      | Ministro Plenipotenciário, am 14. März 1868 akkreditiert                                                    |
| João de Andrade Corvo                                                      |                                    | 1869 – 1. Juni 1870                    | Ministro Plenipotenciário, am 17. November 1869 akkreditiert                                                |
| Pedro da Costa de Sousa de Macedo (Conde de Vila Franca do Campo)          |                                    | 18. Juli 1870 – 31. März 1871          | Ministro Plenipotenciário, am 1. August 1870 akkreditiert                                                   |
| Guilherme Street de Arriaga e Cunha                                        |                                    | 31. März 1871 – 18. Dezember 1871      | Übergangs-Geschäftsträger                                                                                   |
| José da Silva Mendes Leal                                                  |                                    | 18. Dezember 1871 – 13. April 1874     | Ministro Plenipotenciário, am 18. Dezember 1871 akkreditiert                                                |
| Miguel Martins Dantas                                                      |                                    | 21. September 1874 – 14. Februar 1977  | Ministro Plenipotenciário, am 24. September 1874 akkreditiert                                               |
| José Maria do Casal Ribeiro (Conde do Casal Ribeiro)                       |                                    | 20. März 1875 – April 1875             | Ministro Plenipotenciário in Besonderer Mission, am 22. März 1875 akkreditiert                              |
| Joaquim Tomás Lobo de Ávila (Conde de Valbom)                              |                                    | 15. Februar 1877 – 2. April 1979       | Ministro Plenipotenciário, am 15. Februar 1877 akkreditiert                                                 |
| Guilherme Street de Arriaga e Cunha                                        |                                    | 2. April 1979 – 31. Juli 1879          | Übergangs-Geschäftsträger                                                                                   |
| José Maria do Casal Ribeiro (Conde do Casal Ribeiro)                       |                                    | 31. Juli 1879 – 1. Oktober 1881        | Ministro Plenipotenciário, am 18. August 1879 akkreditiert                                                  |
| João de Andrade Corvo                                                      |                                    | 6. Oktober 1881 – 28. Juni 1883        | Ministro Plenipotenciário                                                                                   |
| José da Silva Mendes Leal                                                  |                                    | 16. August 1883 – 3. Juli 1886         | Ministro Plenipotenciário, am 16. August 1883 akkreditiert                                                  |
| José Maria do Casal Ribeiro (Conde do Casal Ribeiro)                       |                                    | 20. November 1886 – 28. September 1891 | Ministro Plenipotenciário, am 22. November 1886 akkreditiert                                                |
| Miguel Aleixo António do Carmo de Noronha (Conde de Paraty)                |                                    | 16. März 1892 – 15. Juli 1892          | Übergangs-Geschäftsträger                                                                                   |
| José Manuel de Noronha e Brito de Menezes de Alarcão (Conde de São Miguel) |                                    | 15. Juli 1892 – 27. November 1893      | Ministro Plenipotenciário, am 16. Juli 1892 akkreditiert                                                    |
| Henrique de Macedo Pereira Coutinho (Conde de Macedo)                      |                                    | 4. Dezember 1893 – 18. September 1902  | Ministro Plenipotenciário, am 14. Dezember 1893 akkreditiert                                                |
| António Maria Tovar de Lemos Pereira (Conde de Tovar)                      |                                    | 13. Oktober 1902 – 5. Oktober 1910     | Ministro Plenipotenciário, am 16. Oktober 1902 akkreditiert                                                 |
| Portugal                                                                   |                                    |                                        | |
| Francisco de Oliveira Calheiros e Menezes                                  |                                    | 5. Oktober 1910 – 11. April 1911       | Übergangs-Geschäftsträger                                                                                   |
| Augusto César de Almeida Vasconcelos Correia                               |                                    | 11. April 1911 – 12. Oktober 1911      | Ministro Plenipotenciário                                                                                   |
| José Relvas                                                                |                                    | 19. Oktober 1911 – 13. Januar 1914     | Ministro Plenipotenciário, am 30. Oktober 1911 akkreditiert                                                 |
| Armando Navarro                                                            |                                    | 13. Januar 1914 – 13. August 1914      | Übergangs-Geschäftsträger                                                                                   |
| Augusto de Vasconcelos                                                     |                                    | 13. August 1914 – 3. März 1918         | Ministro Plenipotenciário, am 29. August 1914 akkreditiert                                                  |
| António Caetano de Abreu Freire Egas Moniz                                 |                                    | 4. März 1918 – 10. Oktober 1918        | Ministro Plenipotenciário                                                                                   |
| Vasco Francisco Caetano de Quevedo                                         |                                    | 10. Oktober 1918 – 15. Februar 1919    | Übergangs-Geschäftsträger                                                                                   |
| Manuel Teixeira Gomes                                                      |                                    | 15. Februar 1919 – 24. April 1919      | Ministro Plenipotenciário, am 23. Februar 1919 akkreditiert                                                 |
| Francisco Manuel Couceiro da Costa                                         |                                    | 14. Mai 1919 – 17. Mai 1921            | Ministro Plenipotenciário, am 27. Mai 1919 akkreditiert                                                     |
| Vasco Francisco Caetano de Quevedo                                         |                                    | 17. Mai 1921 – 8. Mai 1922             | Übergangs-Geschäftsträger                                                                                   |
| João Carlos de Melo Barreto                                                |                                    | 8. Mai 1922 – 19. Juni 1926            | Ministro Plenipotenciário, am 16. Mai 1922 akkreditiert                                                     |
| João Carlos de Melo Barreto                                                |                                    | 19. Juni 1926 – 26. Januar 1935        | am 14. Oktober 1926 als Botschafter neu akkreditiert; die Legation wurde im Juni 1926 zur Botschaft erhoben |
| José Mendes de Vasconcelos Guimarãe (Riba Tâmega)                          |                                    | 27. Januar 1935 – 23. Dezember 1936    | Übergangs-Geschäftsträger                                                                                   |
| Pedro Teotónio Pereira                                                     |                                    | 18. Januar 1938 – 16. Juni 1938        | Spezialagent in Sondermission bei der Bürgerkriegsregierung General Francos                                 |
| Pedro Teotónio Pereira                                                     |                                    | 16. Juni 1938 – 10. Oktober 1945       | Botschafter an der portugiesischen Botschaft in San Sebastian, am 25. Juni 1938 akkreditiert                |
| Manuel Antas de Oliveira                                                   |                                    | 10. Oktober 1945 – 1. April 1946       | Übergangs-Geschäftsträger an der portugiesischen Botschaft wieder in Madrid                                 |
| António Faria Carneiro Pacheco                                             |                                    | 1. April 1946 – 19. Januar 1954        | Botschafter, am 25. April 1946 akkreditiert                                                                 |
| José Nosolini Pinto Osório da Silva Leitão                                 |                                    | 21. Februar 1954 – 4. Januar 1959      | Botschafter, am 4. März 1954 akkreditiert                                                                   |
| Luis Jorge da Costa                                                        |                                    | 4. Januar 1959 – 11. Juli 1959         | Übergangs-Geschäftsträger                                                                                   |
| Venâncio Augusto Deslandes                                                 |                                    | 11. Juli 1959 – 11. Juni 1961          | Botschafter, am 13. Juli 1959 akkreditiert                                                                  |
| Luis da Câmara Pinto Coelho                                                |                                    | 21. September 1961 – 9. Oktober 1968   | Botschafter, am 6. Oktober 1961 akkreditiert                                                                |
| Manuel Farrajota Rocheta                                                   |                                    | 7. Dezember 1868 – 6. August 1974      | Botschafter, am 19. Dezember 1968 akkreditiert                                                              |
| Amândio Mourão de Mendonça Côrte-Real da Silva Pinto                       |                                    | 6. August 1974 – 2. November 1974      | Übergangs-Geschäftsträger                                                                                   |
| José Eduardo de Meneses Rosa                                               |                                    | 2. November 1974 – 4. Juni 1977        | Botschafter, am 14. November 1974 akkreditiert                                                              |
| Victor José da Costa da Cunha Rego                                         |                                    | 8. Juni 1977 – 14. Dezember 1979       | Botschafter, am 21. Juni 1977 akkreditiert                                                                  |
| Manuel Barreiros Martins                                                   |                                    | 14. Dezember 1979 – 23. April 1980     | Übergangs-Geschäftsträger                                                                                   |
| João de Sá Coutinho Rebelo Sotto Maior                                     |                                    | 24. April 1980 – 8. März 1984          | Botschafter, am 21. Mai 1980 akkreditiert                                                                   |
| João Carlos Lopes Cardoso de Freitas Cruz                                  |                                    | 15. März 1984 – 30. Dezember 1984      | Botschafter, am 26. April 1984 akkreditiert                                                                 |
| Gonçalo Aires de Santa Clara Gomes                                         |                                    | 30. Dezember 1984 – 19. Februar 1985   | Übergangs-Geschäftsträger                                                                                   |
| Fernando José Reino                                                        |                                    | 19. Februar 1985 – 21. Juni 1988       | Botschafter, am 21. Februar 1985 akkreditiert                                                               |
| José César Paulouro das Neves                                              |                                    | 26. Juni 1988 – 10. Juli 1990          | Botschafter, am 3. Juli 1988 akkreditiert                                                                   |
| Carlos Alberto Soares Simões Coelho                                        |                                    | 11. Juli 1990 – 4. Oktober 1993        | Botschafter, am 18. September 1990 akkreditiert                                                             |
| Leonardo Charles de Zaffiri Duarte Mathias                                 |                                    | 13. Oktober 1993 – 29. April 1999      | Botschafter, am 4. November 1993 akkreditiert                                                               |
| António Manuel de Mendonça Martins da Cruz                                 |                                    | 12. Mai 1999 – 4. April 2002           | Botschafter, am 22. Juni 1999 akkreditiert                                                                  |
| João da Rosa Lã                                                            |                                    | 29. Juli 2002 – 21. Oktober 2004       | Botschafter                                                                                                 |
| José Filipe Moraes Cabral                                                  |                                    | 28. Oktober 2004 – 30. Oktober 2008    | Botschafter                                                                                                 |
| Álvaro José Costa de Mendonça e Moura                                      |                                    | 11. November 2008 – 14. April 2013     | Botschafter                                                                                                 |
| José Tadeu da Costa Soares                                                 |                                    | 5. April 2013 –14. Oktober 2014        | Botschafter, am 4. September 2013 akkreditiert                                                              |
| Francisco Pimentel de Mello Ribeiro de Menezes                             |                                    | Dezember 2014 –Januar 2020             | Botschafter, am 8. Januar 2015 akkreditiert – anschließend portugiesischer Botschafter in Deutschland       |
| João Mira Gomes                                                            |                                    | Februar 2020 –2025                     | |
| José Augusto Duarte                                                        |                                    | seit 2025                              | |